# The New School
The New School è un'università di New York, situata principalmente nel Greenwich Village. Fondata nel 1919 da educatori progressisti di New York venne chiamata New School for Social Research, nel il 1997 prese il nome di New School University e dal 2005 divenne New School.
La scuola è rinomata per i suoi insegnamenti, ospita il think tank internazionale, il World Policy Institute, il prestigioso National Book Award e la Parsons The New School For Design che è una scuola artistica universitaria altamente competitiva.
Circa 9.300 studenti sono immatricolati in programmi per laureati e non laureati organizzati in parecchie scuole differenti che insegnano una varietà di discipline, tra cui scienze sociali, arti liberali, scienze umanistiche, architettura, belle arti, design, musica, drammaturgia, finanza, psicologia e politiche pubbliche.
La scuola di laurea della The New School incominciò nel 1933 come University in Exile, un programma di emergenza per studenti minacciati in Europa. Nel 1934 fu istituita dallo Stato di New York come board of regents e il suo nome fu cambiato in Graduate Faculty of Political and Social Science, un nome che tenne sino al 2005 quando fu rinominata New School for Social Research.

## Storia

### Origini
La New School for Social Research fu fondata da un gruppo di professori e intellettuali nel 1919 come una scuola moderna, progressista e libera dove adulti potessero cercare “un'imparziale comprensione dell'ordine esistente, la sua origine, crescita e il suo presente funzionamento”. Tra i fondatori c'erano studiosi di letteratura come Alvin Johnson, storici come Charles A. Beard, economisti come Thorstein Veblen e James Harvey Robinson e filosofi come Horace M. Kallen e John Dewey. Parecchi fondatori erano ex professori alla Columbia University.
Nell'ottobre 1917, dopo che la Columbia University approvò una risoluzione che imponeva un loyalty oath (giuramento di fedeltà) al governo degli Stati Uniti dell'intera facoltà e del corpo degli studenti, il consiglio di amministrazione licenziò il professore di psicologia e capo del dipartimento James McKeen Cattel per aver mandato una petizione a tre membri del congresso chiedendogli di non sostenere la legge per la coscrizione militare. Altri professori furono licenziati: Henry Wadsworth Longfellow Dana (nipote del poeta) e Leon Fraser. Charles A. Beard, professore di scienze politiche si dimise in segno di protesta. James Harvey Robinson, un professore associato di Beard alla Columbia e professore di storia commentò le sue dimissioni: “Non è che noi siamo pro Germania o sleali. Semplicemente noi temiamo che una repressione possa emergere in questo paese simile a quella che deploriamo in Germania.”. Robinson si dimise nel 1919 per raggiungere la facoltà alla New School.
Uno dei fondatori, Charles A. Beard, nel 1899 collaborò con Walter Vrooman a Oxford per organizzare l'istituto Ruskin Hall, una scuola di alto livello per studenti lavoratori. La New School avrebbe offerto il rigore di un'educazione per laureati, ma senza l'obbligo di una laurea o lauree specifiche. Teoricamente era aperta a tutti, come è ancora oggi la divisione per adulti chiamata The New School for Public Engagement. La prima classe della New School seguì una serie di letture seguite da discussioni per grandi gruppi e piccole conferenze per “quelli equipaggiati per specifiche ricerche”. Nel primo semestre furono offerti 100 corsi, principalmente di economia e scienze politiche, curati da docenti come: Thomas Sewall Adams, Charles A. Beard, Horace M. Kallen, Harold Laski, Wesley Clair Mitchell, Thorstein Veblen, James Harvey Robinson, Graham Wallas, Charles B. Davenport, Elsie Clews Parsons, Roscoe Pound e John Cage più tardi aprì la strada alla Experimental Composition alla scuola.

### University in Exile
La University in Exile fu fondata nel 1933 come divisione della New School for Social Research per studiosi che erano stati obbligati a lasciare l'insegnamento dai fascisti italiani, dalla Spagna franchista o avevano dovuto fuggire dai nazisti tedeschi. La University in Exile fu inizialmente fondata dal direttore della scuola, Alvin Johnson, grazie alla generosa contribuzione di Hiram Halle ed alla Rockefeller Foundation. Fu più tardi rinominata “Graduate Faculty of Political and Social Science” e portò questo nome sino al 2005.
La University in Exile e le sue susseguenti incarnazioni sono state il cuore intellettuale della New School. Vi furono associati importanti studiosi come Erich Fromm, Max Wertheimer, Aron Gurwitsch, Hannah Arendt, Franco Modigliani, Leo Strauss e Hans Jonas.
La New School giocò un ruolo simile a quello della fondazione dell'École Libre des Hautes Études dopo l'invasione nazista della Francia. Ricevette una autorizzazione dal governo francese in esilio di De Gaulle a Londra, l'École attirò gli studiosi rifugiati che insegnarono in francese. Tra questi Jacques Maritain, Claude Lévi-Strauss, Roman Jakobson. L'École Libre evolvette gradualmente in un'istituzione di ricerca a Parigi, l'École des Hautes Études en Sciences Sociales, con cui la New School mantiene legami stretti.
Tra il 1940 e il 1949 la New School ospitò il Dramatic Workshop, un'officina teatrale che precedette il The New School for Drama che fu fondata dall'emigrante tedesco Erwin Piscator, direttore teatrale. Importanti attori di recitazione in questo periodo furono Stella Adler ed Elia Kazan. Tra gli studenti del Dramatic Workshop ci furono: Beatrice Arthur, Harry Belafonte, Marlon Brando, Tony Curtis, Ben Gazzara, Michael V. Gazzo, Rod Steiger, Elaine Stritch, Shelley Winters e Tennessee Williams.
In seguito al crollo dei regimi totalitari in Europa, l'University in Exile fu rinominata Graduate Faculty of Political and Social Science. Nel 2005 divenne la New School for Social Research, riprendendo il nome originale della scuola.
(Marlon Brando, actor (former New School student.)

### Tradizione filosofica
La New School continua la tradizione delle facoltà universitarie di sintetizzare il pensiero intellettuale americano di sinistra e la filosofia europea critica. Fedele alla sua origine e con le sue radici nell'University in Exile, la New School e particolarmente il suo dipartimento di filosofia, è una delle poche università che offrono una formazione approfondita nella tradizione filosofica dell'Europa continentale conosciuta come Continental philosophy. Così, sono evidenziati gli insegnamenti di Parmenide, Aristotele, Leibniz, Spinoza, Hume, Kant, Hegel, Kierkegaard, Marx, Nietzsche, Husserl, Heidegger, Arendt, Freud, Benjamin, Wittgenstein, Foucault, Derrida, Deleuze, e altri Il pensiero della Teoria critica della Scuola di Francoforte: Max Horkheimer, Walter Benjamin, Theodor Adorno, Herbert Marcuse, Jürgen Habermas, e altri, mantiene una forte influenza su tutte le divisioni della scuola. Dopo la morte di Hannah Arendt nel 1975, il dipartimento di filosofia ruota intorno a Reiner Schürmann e Ágnes Heller.

### Anni 2000
L'ex senatore degli USA, Bob Kerrey, divenne presidente della New School nel 2000. Kerrey ebbe lodi e critiche per la sua razionalizzazione dell'università, tanto quanto forti critiche per il suo appoggio all'invasione dell'Irak nel 2003 a cui erano contrari i docenti dell'università. Nel 2004, Kerry nominò Arjun Appadurai come provost (amministratore accademico anziano). Appadurai dimise come provost agli inizi del 2006 ma si tenne una tenure faculty position (diritto contrattuale accademico). A lui successe Joseph Westphal e nel 2008 Kerrey annunciò che Westphal si sarebbe dimesso per accettare l'incarico offertogli da Barack Obama al gruppo di transizione Dipartimento della Difesa. Kerrey fece l'altamente non ortodosso passo di proporre se stesso alla posizione di 'provost' rimanendo presidente. Questa decisione fu fortemente criticata dai docenti e da altri membri della comunità universitaria come una presa di potere con potenziali conflitti di interessi. Ciò fu visto come una minaccia all'integrità scientifica poiché il ruolo di provost nel supervisionare le funzioni accademiche di un'università è tradizionalmente stato isolato dalla raccolta di fondi e da altre responsabilità di un presidente di collegio. Dopo una serie di spaccature, scontri con studenti, occupazioni di edifici universitari, Kerrey nominò poi Tim Marshall, decano del Parsons The New School For Design come provost ad interim sino a giugno 2011 e in seguito gli è stato riconfermato l'incarico.
Il 7 maggio 2009 Bob Kerrey annunciò che avrebbe terminato la sua presidenza dell'Università alla scadenza del mandato e espresse il suo intento di dimettersi nel giugno 2011. Comunque egli si dimise un semestre prima, a gennaio 2011 e il suo successore fu David E. Van Zandt.

## Organizzazione
La New School è suddivisa in sette college autonomi chiamati 'divisioni'. Ciascuno è guidato da un preside e ha i propri studenti, i propri requisiti di ammissione e le proprie tasse universitarie.
| Divisioni maggiori                                    |  | fondata   |
| New School for Social Research                        |  | 1937      |
| Parsons The New School For Design                     |  | 1896      |
| Eugene Lang College The New School for Liberal Arts   |  | 1978      |
| Mannes College The New School for Music               |  | 1916      |
| The New School for Jazz and Contemporary Music        |  | 1986      |
| The New School for Drama                              |  | 2005      |
| The New School for Public Engagement                  |  | 2011      |
|                                                       |  |           |
| Divisioni precedenti                                  |  |           |
| The New School for General Studies                    |  | 1919–2011 |
| Milano The New School for Management and Urban Policy |  | 1964–2011 |
| The Actors Studio Drama School                        |  | 1994–2005 |